# Pripjatziekenhuis
Het Pripjatziekenhuis is een wegens de kernramp van Tsjernobyl verlaten ziekenhuis in Pripjat, Oekraïne. De capaciteit van het ziekenhuis was 410 patiënten. Het ziekenhuis staat bekend om de kleren van de brandweermannen die geprobeerd hebben de brand bij de kerncentrale te blussen. Deze kleren zijn nog zeer radioactief.